# شهرداری سحاوله
شهرداری سحاوله (به عربی: بلدية السحاولة) یک شهرداری در الجزایر است که در استان الجزیره واقع شده‌است. شهرداری سحاوله ۵۰٬۰۰۰ نفر جمعیت دارد و ۲۰۰ متر بالاتر از سطح دریا واقع شده‌است.